# Quart Primera
Quart Primera (ibland skrivet som 4t 1a) är en katalansk (spansk) popgrupp, bildad 2010 i Barcelona. Gruppen leds av gitarristen och keyboardisten Pere Jou, som även skriver musik och katalanskspråkiga texter. Gruppen spelar pop eller poprock, åtminstone tidigt i karriären med folkrock-anstrykning. Sedan debuten 2010 har man givit ut tre album.

## Karriär
Gruppen inledde sin verksamhet helt akustiskt, på spelningar utan mikrofonförstärkning av ljudet. 2009 producerade man skivan El Capità Poc i altres herois urbans ('Kapten Knappt och andra stadshjältar') i egen regi.
Strax därefter fick de kontrakt med skivbolaget Satélite K. Under hösten 2010 släpptes även El món en un cafè ('Världen på ett kafé'), ett album delvis baserat på repriser från debutplattan och med en katalanskspråkig version av The Beatles "Eleanor Rigby" som ett av bonusspåren på en utökad albumutgåva. Då var gruppen sammansatt av Pere Jou samt Joan Canals (piano), Lluís Nadal (trummor) och Alex Perdigó (bas). Året därpå kom singeln "Els dracs no mengen vegetals".
Inför 2012 års Pel·lícules ('Filmer') ombildades gruppen, med Pere Jou som enda kvarvarande medlem. Ersatte gjorde Santos Berrocal på trummor och Florenci Ferrer på keyboard och gitarr. På 2015 års Neurones a la punta d'un iceberg ('Nervceller på toppen av ett isberg') tillkom även Roger Marín på bas och Alex Vivero på gitarr. De två senare albumen kännetecknas av en mindre "naken" och mer intensiv produktion.

## Stil
Quart Primeras musik var tidigt folkrockliknande pop, vilket senare utvecklas åt poprock. Gruppen säger själv att de inspirerats musikaliskt av The Beatles, The Beach Boys och John Frusciante. Berättarmässiga influenser är Quentin Tarantino och Raymond Carver.

## Diskografi

### Album
Not. I låtlistningarna nedan noteras bonusspår på utökade albumutgåvor med asterisk (*) efter titeln.
1. Doctor
2. 8 punts ('8 punkter')
3. Foc ('Eld')
4. Segona mà ('Andra hand')
5. El Capità Poc ('Kapten Knappt')
6. Mal de cap ('Ont i huvudet')
7. El món en un cafè ('Världen på ett kafé')
8. El porquet ('Griskultingen')
9. La maria és un animal ('Marian är ett djur')
10. 100 anys ('100 år')
11. El fantasma del capità* ('Kaptenens spöke')
12. Nana per a nenes modernes ('Dvärg för moderna flickor')*
13. Els nens del bosc ('Pojkarna i skogen')*
14. Eleanor Rigby (efter The Beatles)*

1. Una estranya situació ('En konstig situation')
2. Bellesa assassina ('Mördande skönhet')
3. Cada moviment ('Varje rörelse')
4. Caminem junts ('Vi går tillsammans')
5. Potser ja és l'hora ('Kanske är tiden inne')
6. Silenciós i pacient ('Tyst och tålmodig')
7. La llum s'acaba ('Ljuset släcks')
8. El teu amant ('Din älskare')
9. No passa res ('Det händer ingenting')
10. Suècia ('Sverige')
11. Per què no deixaràs de tenir por? ('Varför slutar du inte vara rädd?')
12. El meu radar ('Min radar')
13. Una estranya situació (akustisk)*

1. Les cinc trenta-cinc ('Klockan 5:35')
2. Tu (o com cantar-te i no fer el ridícul) ('Du [eller hur man sjunger för dig och slutar fåna sig]')
3. Un bon lloc ('Ett bra ställe')
4. Agafa'm la mà ('Ta min hand')
5. Cap paraula ('Inget ord')
6. Rostres estranys ('Konstiga ansikten')
7. Jo avui ('Jag idag')
8. Tot va bé ('Allt går bra')
9. Tanca els ulls ('Stäng dina ögon')
10. Tot va bé (Radio edit)*
11. Dret a caure ('Rätt att falla')*

### Singlar
- 2011 – Els dracs no mengen vegetals ('Drakarna äter inte vegetariskt')